# Krásno (ort i Tjeckien)
Krásno är en stad i Tjeckien.   Den ligger i regionen Karlovy Vary, i den västra delen av landet, 120 km väster om huvudstaden Prag. Krásno ligger 703 meter över havet och antalet invånare är 670.
Terrängen runt Krásno är kuperad åt nordost, men åt sydväst är den platt.Runt Krásno är det ganska glesbefolkat, med 25 invånare per kvadratkilometer. Närmaste större samhälle är Karlovy Vary, 15,0 km norr om Krásno. I omgivningarna runt Krásno växer i huvudsak blandskog.